# Grad (Slovenië)
Grad ((Duits: Ober Limbach; Hongaars: Felsőlendva; Prekmurees: Gorenja Lendava) is een gemeente in het uiterste noordoosten van Slovenië die tijdens de volkstelling van 2002 2302 inwoners telde. De naam Grad is afgeleid van het woord kasteel. De gemeente telt de volgende plaatsen: Dolnji Slaveči, Grad (gemeentezetel), Kovačevci, Kruplivnik, Motovilci, Radovci en Vidonci.
In Grad ligt de bedevaartkerk van Maria-Tenhemelopneming, die uit de 11e eeuw dateert. Na zwaar te zijn beschadigd in 1270 werd het gebouw vernieuwd. Het schip en presbyterium stammen uit de 14e eeuw, de van oorsprong houten toren werd in 1729 vervangen door een 35 meter hoge stenen toren. De laatste grootschalige verbouwingen vonden plaats in 1781. In deze periode werd ook een nieuw hoogaltaar geplaatst (1778) waar het Mariabeeld uit het oude altaar van rond 1510 in is verwerkt. Onder het altaar bevindt zich de crypte van de familie Szechy, die lange tijd de kasteelheren van Grad waren. In 1955 verving de architect Jožef Plečnik een rozetvenster door een eigen ontwerp.

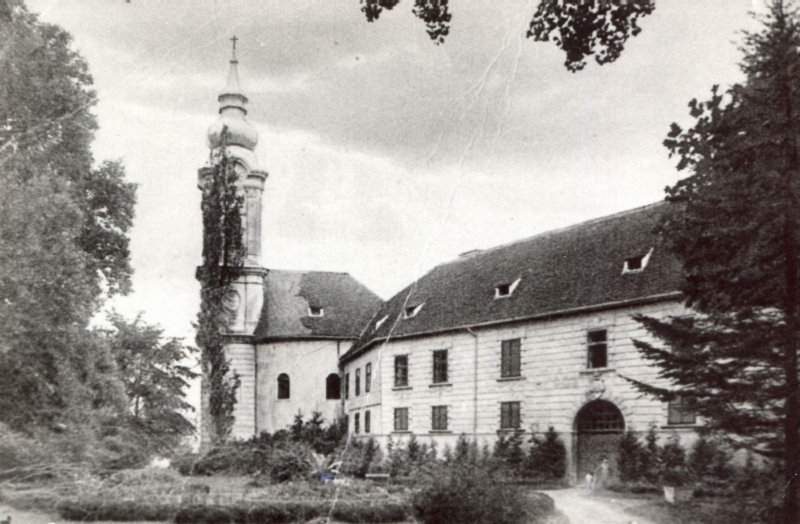
kasteel Grad rond 1900

Het kasteel Grad werd voor het eerst in 1208 vermeld. Het zou gebouwd zijn door de tempeliers en in de 13e eeuw over zijn gegaan in bezit van de Hongaarse adel. Zo kreeg de familie Szechy het kasteel in 1365 in bezit en wisselde het eerst van eigenaar in 1684. Vanaf dat moment wisselt het bezit regelmatig van bezit tussen verschillende families. Het kasteel, dat voor het laatst in 1751 is verbouwd en daardoor een barok aanzien heeft gekregen, is tegenwoordig in gebruik voor diverse representatieve doeleinden. In het gebouw is tevens de zetel van het Regionaal Natuurpark Goričko gevestigd. Een botanische tuin in Engelse stijl met onder meer tulpenbomen werd in de 19e eeuw aangelegd en is vandaag een trekpleister.

## Plaatsen in de gemeente
Dolnji Slaveči, Grad, Kovačevci, Kruplivnik, Motovilci, Radovci, Vidonci
Apače · Beltinci · Cankova · Črenšovci · Dobrovnik · Gornja Radgona · Gornji Petrovci · Grad · Hodoš · Kobilje · Križevci · Kuzma · Lendava · Ljutomer · Moravske Toplice · Murska Sobota · Odranci · Puconci · Radenci · Razkrižje · Rogašovci · Šalovci · Sveti Jurij · Tišina · Turnišče · Velika Polana · Veržej
1. ↑  "Prebivalstvo po starosti in spolu, občine, Slovenija, polletno". Statistični urad Republike Slovenije. Geraadpleegd op 18 april 2021.